# Alina Słapczyńska
Alina Michalina Słapczyńska (28 października 1922, zm. 19 sierpnia 2021) – polska reportażystka i recenzentka reportaży.

## Życiorys
Ukończyła studia na Uniwersytecie Warszawskim. Była adiunktem w Instytucie Badań Literackich Polskiej Akademii Nauk. W latach 1968–1983 kierowała działem reportażu w Redakcji Literackiej Polskiego Radia w Warszawie. W 1983 zakończyła pracę w Polskim Radiu i powróciła do pracy naukowej na Uniwersytecie Śląskim. 
W 2015 powstał poświęcony jej reportaż Hanny Bogoryja-Zakrzewskiej pt. Strachliwa nigdy nie byłam.
Pochowana na Cmentarzu Komunalnym Północnym w Warszawie.

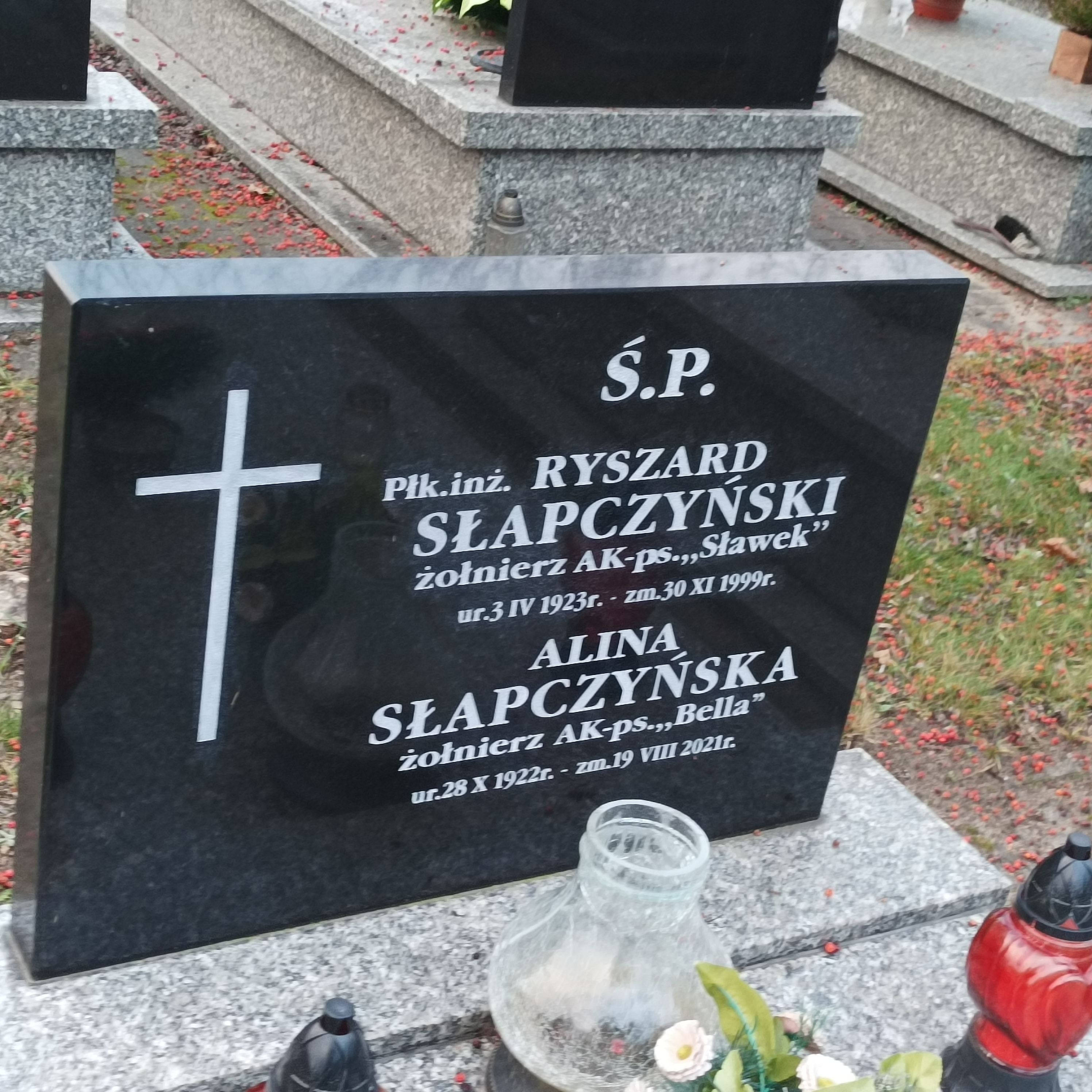
Grób Aliny Słapczyńskiej na Cmentarzu Komunalnym Północnym

## Wybrana bibliografia autorska
- Odnaleźć siebie: antologia reportażu radiowego (Wydawnictwa Radia i Telewizji, Warszawa, 1979; ISBN 83-212-0006-0)